# Obraz v obraze
Obraz v obraze anebo obrázek v obrázku anebo picture in picture (zkr. PiP) je funkce televizních přijímačů – ale v poslední době i některých služeb digitální televize, která umožňuje zobrazit současně dva obrazy různých televizních stanic (a nebo obrazu z jiného video zdroje jako např. videopřehrávač, DVD přehrávač apod.). Jeden televizní kanál je zobrazený na celou obrazovku, sekundární TV kanál je zobrazený v zmenšené velikosti v některém rohu obrazovky. Funkci při analogových televizních přijímačů umožňuje přítomnost 2 TV tunerů.